# ITF Futures turniri
ITF Futures turniri su serija teniskih turnira koji se odigravaju diljem svijeta, a organizira ih međunarodni teniski savez ili ITF. Predstavljaju najnižu profesionalnu razinu teniskih natjecanja.
ITF Futures turniri su uključeni u sustav bodovanja za ATP ljestvicu, što omogućuje mladim profesionalcima lakši napredak prema ATP Challenger Touru, a potom i prema ATP World Touru.  
Gotovo svi profesionalni tenisači su barem neko vrijeme tijekom svoje karijere proveli na ovoj razini natjecanja. 

## Karakteristike natjecanja
Izvorno, ITF turniri su se sastojali od tzv. satelitskih turnira, koji su se igrali na način da se u periodu od četiri tjedna svaki tjedan igrao jedan turnir. Međutim, krajem 90-ih, ITF je uveo Futures turnire, što je nacionalnim savezima omogućilo veću fleksibilnost u organizaciji turnira, a igračima veću participaciju na turnirima. Tijekom vremena, broj Futures turnira je bio sve veći, što je dovelo do odluke da se 2007. godine satelitski turniri u potpunosti eliminiraju.
Futures natjecanja omogućavaju igračima da kroz osvajanje turnira poboljšavaju svoj mjesto na ATP ljestvici. Futures turniri se odigravaju u pojedinačnoj konkurenciji, kao i u konkurenciji parova svakog tjedna. Od 2008. godine, nagradni fond na turnirima varira između 10.000 i 15.000 dolara. Neki turniri omogućuju i smještaj za igrače. Futures turniri obično imaju velike kvalifikacijske ždrijebove, što omogućuje da i igrači koji nisu nositelji uđu u glavni ždrijeb pojedinog turnira i osvoje ATP bodove.

## Poveznica
- ATP Challenger Tour

## Vanjska poveznica
- ITF Men's Circuit službena stranica